# عبد العزيز بن راشد النعيمي
عبد العزيز بن راشد النعيمي، الحاكم الثالث لإمارة عجمان، إحدى إمارات الساحل المتصالح التي تشكل الآن الإمارات العربية المتحدة. حكم من 1841 إلى 1848.

## حياته
خلع عبد العزيز شقيقه الشيخ حميد بن راشد النعيمي، في مايو 1841، واستولى على حصن عجمان. وبدعم شعبي، عزز عبد العزيز موقفه وتمكن من تجنب أي تدخل من والد زوجة حميد وحليفه المقرب، الشيخ سلطان بن صقر القاسمي، حاكم الشارقة.
في مايو 1847، كان عبد العزيز أحد الموقعين على المعاهدة مع البريطاني، "الالتزام بحظر تصدير العبيد".
حصل على الثناء من البريطانيين عقب حادثة وقعت عام 1845، عندما حاولت سفينتان تحملان الأرز الوصول إلى ميناء عجمان أثناء عاصفة: تحطمت إحداهما عند مدخل الميناء، لكن الأخرى تمكنت من الوصول إلى الميناء الداخلي، بعد أن فقدت جزءًا من حمولتها. حاول عدد من الرجال مساعدة أنفسهم في انتشال حمولة القارب المحطم جزئيًا، وأجبر عبد العزيز الحشد شخصيًا على العودة إلى نقطة السيف، لحماية الحمولة والطاقم.

## وفاته
قاد قوات عجمان إلى معركة مع الحمرية المجاورة في سبتمبر 1848 وقُتل في المعركة. وخلفه أخوه حميد بن راشد.